# Marije van Hunenstijn
Marije van Hunenstijn (Apeldoorn, 2 de marzo de 1995) es una deportista neerlandesa que compite en atletismo.
Ganó dos medallas en el Campeonato Europeo de Atletismo, en los años 2018 y 2024, ambas en la prueba de 4 × 100 m.

## Palmarés internacional
| Campeonato Europeo | Campeonato Europeo | Campeonato Europeo | Campeonato Europeo |
| Año                | Lugar              | Medalla            | Prueba             |
| ------------------ | ------------------ | ------------------ | ------------------ |
| 2018               | Berlín (Alemania)  | Medalla de plata   | 4 × 100 m          |
| 2024               | Roma (Italia)      | Medalla de bronce  | 4 × 100 m          |